# Kokan Oyadomari
Kokan Oyadomari (em japonês:  親泊 興寛, Oyadomari Kokan), viveu entre 1827 e 1905, originário de Okinawa, foi um mestre de karatê. Foi aluno dos mestres Kishin Teruya e Giko Uku. Conta-se também que teria sido aluno do mestre "diáfano" Lau Lai Anan, um náufrago sino que viveu em Tomari. Tinha o título de peichin e foi um dos primeiros mestres de Chotoku Kyan.